# Só Termina Quando Acaba
Só Termina Quando Acaba também chamado de Dá 1 tempo 2 é um filme brasileiro de 2024 escrito e dirigido por Evandro Berlesi.
O filme foi produzido através do projeto de cinema independente Alvoroço realizado na cidade de Alvorada, no Rio Grande do Sul, que consiste em produzir filmes de baixo orçamento com a população alvoradense, com equipe, elenco e trilha sonora local.

## Enredo
Um catador de recicláveis frustrado e alcoólatra relembra suas recentes e engraçadas desilusões amorosas enquanto busca reabilitação no AA. Em meio a essa jornada, ele se vê obcecado pela ideia de encontrar Sophia LeBlanc, uma total desconhecida, a quem acredita ser o amor de sua vida, simplesmente porque encontrou seu nome escrito em uma caixa de papelão no lixo.